# Thierry Henry
Thierry Daniel Henry (Les Ulis, 1977) és un exfutbolista francès que va jugar a l'AS Mònaco, a la Juventus FC, a l'Arsenal FC, al FC Barcelona i al Red Bull New York de la Major League Soccer nord-americana. Actualment està retirat, ha fet de comentarista a la televisió anglesa Sky Sports, i d'entrenador.
Thierry Henry podia jugar en qualsevol de les posicions atacants i destaca per la seva elegància i el seu olfacte golejador. Va ser el màxim golejador de la Lliga anglesa en quatre ocasions les darreres sis temporades, i la temporada 2003-04 va obtenir la Bota d'or, guardó atorgat al millor golejador europeu. En la seva carrera va guanyar dues botes d'or i dues pilotes de plata. Henry va passar vuit temporades a l'Arsenal on va guanyar, entre d'altres, dues Lligues i tres Copes, a més de conduir-lo fins a una final de la Lliga de Campions el 2006. L'any 2007 va esdevenir el màxim golejador de la història de la Selecció de França superant Michel Platini.

## Trajectòria
Essent infantil, l'AS Mònaco va fitxar-lo, arribant a debutar a primera divisió el 1993, on el seu entrenador, Arsène Wenger, el va fer jugar d'extrem esquerre, ja que el lloc de davanter centre l'ocupava el brasiler Sonny Anderson. El 1997 debutar com a internacional en un partit entre les seleccions de França i Sud-àfrica. El 1998 va jugar la Copa del Món de 1998, de la qual es va acabar proclamant campió. Henry, malgrat tenir tan sols 21 anys i de ser en aquell moment un jugador relativament desconegut a escala mundial, va acabar el torneig com a màxim golejador del seu equip, marcant 3 gols. Henry tornaria a destacar amb la seva selecció poc després, en guanyar l'Eurocopa 2000, en la qual el davanter francès va tornar a ser el màxim golejador del seu equip novament amb 3 gols.
El 1998, va fitxar per la Juventus FC, on només va estar un any, i el 1999 va fitxar per l'Arsenal FC d'Anglaterra, per 11 milions de lliures. Amb el pas dels anys va esdevenir l'estrella d'aquest equip, i a partir de la temporada 2001-2002 ja era considerat un dels millors jugadors de la lliga anglesa, destacant temporada rere temporada en els primers llocs de golejadors de la lliga anglesa. El 2005, Henry va esdevenir el màxim golejador de la història d'aquest equip, en superar la marca de 184 gols establerta per Ian Wright. Liderat per «Titi», l'Arsenal va aconseguir convertir-se en el primer equip de la lliga anglesa a aconseguir un campionat invicte 2004 (aquesta temporada no van perdre cap partit) i Thierry Henry va ser el màxim golejador de la lliga. Durant la temporada 2005-06 va liderar a l'Arsenal FC fins a la final de la Copa d'Europa, la qual va perdre 2-1 davant el FC Barcelona a París, malgrat avançar-se en el marcador amb un gol de Sol Campbell poc abans del descans. El 2004  i el 2006 guanyà el premi al Jugador de la Temporada de la Premier League.
El 19 de maig de 2006 el club anglès va anunciar un nou contracte de 4 anys amb el davanter, però el 23 de juny de 2007 va ser fitxat pel FC Barcelona per 24 milions d'euros, i per 4 temporades, en les quals cobraria 6 milions per cadascuna.
La seva presentació va ser al Camp Nou el 25 de juny on va mostrar la seva samarreta amb el dorsal número 14.
Thierry va marcar el seu primer gol amb el club català davant el Dundee United, durant la pretemporada realitzada a Escòcia. Més tard, a Hong Kong, va marcar el seu segon gol de cap. Es va estrenar com a golejador en competició oficial amb el FC Barcelona en partit de Champions League davant l'Olympique de Lió. A la Lliga, es va estrenar com golejador marcant un "hat-trick" davant el Llevant UE, partit que va posar fi a resultat 1-4 a favor del conjunt barceloní (l'últim gol va ser marcat per Leo Messi).
El 17 d'octubre, en un partit de classificació per a l'Eurocopa 2008 enfront de Lituània, en el qual va marcar els dos gols de la victòria de França, va esdevenir el jugador francès amb més gols en la història de la selecció francesa, situant-se en aquest moment amb 48 gols i superant Michel Platini, que n'havia aconseguit un total de 41.
El 2008 va ser triat com el millor jugador de la història de l'Arsenal FC pels aficionats del club londinenc. El 6 de desembre de 2008 va aconseguir el segon "hat-trick" amb el FC Barcelona en la victòria del club català davant el València CF per 4-0.
El 28 d'agost de 2009 jugà com a titular en el partit de la Supercopa d'Europa que enfrontà el Barça contra l'FC Xakhtar Donetsk, que l'equip blaugrana guanyà per 1 a 0 en la pròrroga.
El 14 de juliol del 2010 el FC Barcelona feia oficial la rescissió del contracte del veterà jugador francès i oficialitzava el seu traspàs al New York Red Bulls,
A començaments del 2012 va ser cedit per a dos mesos a l'Arsenal FC. on va jugar entre 2010 i 2014. El desembre de 2014 va fer un comunicat on s'informava que a final d'any penjaria les botes i deixaria el futbol professional.

## Estadístiques
| Club                     | Temporada                | Lliga | Lliga | Lliga  | Copa  | Copa | Europa | Europa | Total | Total |
| Club                     | Temporada                | Part. | Gols  | Assis. | Part. | Gols | Part.  | Gols   | Part. | Gols  |
| ------------------------ | ------------------------ | ----- | ----- | ------ | ----- | ---- | ------ | ------ | ----- | ----- |
| AS Monaco                | 1994/95                  | 8     | 3     | 1      | -     | -    | -      | -      | 8     | 3     |
| AS Monaco                | 1995/96                  | 18    | 3     | 5      | 3     | 0    | 1      | 0      | 22    | 3     |
| AS Monaco                | 1996/97                  | 36    | 9     | 8      | 3     | 0    | 9      | 1      | 48    | 10    |
| AS Monaco                | 1997/98                  | 30    | 4     | 9      | 5     | 0    | 9      | 7      | 44    | 11    |
| AS Monaco                | 1998/99                  | 13    | 1     | 3      | 1     | 0    | 5      | 0      | 19    | 1     |
| AS Monaco                | Total                    | 105   | 20    | 26     | 12    | 0    | 24     | 8      | 141   | 28    |
| Juventus FC              | 1998/99                  | 16    | 3     | 2      | 3     | 0    | -      | -      | 19    | 3     |
| Juventus FC              | Total                    | 16    | 3     | 2      | 3     | 0    | 1      | 0      | 19    | 3     |
| Arsenal FC               | 1999/00                  | 31    | 17    | 9      | 5     | 1    | 11     | 8      | 48    | 26    |
| Arsenal FC               | 2000/01                  | 35    | 17    | 3      | 4     | 1    | 14     | 4      | 53    | 22    |
| Arsenal FC               | 2001/02                  | 33    | 24    | 5      | 5     | 1    | 11     | 7      | 49    | 32    |
| Arsenal FC               | 2002/03                  | 37    | 24    | 23     | 6     | 1    | 12     | 7      | 55    | 32    |
| Arsenal FC               | 2003/04                  | 37    | 30    | 9      | 4     | 4    | 10     | 5      | 51    | 39    |
| Arsenal FC               | 2004/05                  | 32    | 25    | 15     | 2     | 0    | 8      | 5      | 42    | 30    |
| Arsenal FC               | 2005/06                  | 32    | 27    | 7      | 2     | 1    | 11     | 5      | 44    | 33    |
| Arsenal FC               | 2006/07                  | 17    | 10    | 6      | 3     | 1    | 7      | 1      | 27    | 12    |
| Arsenal FC               | Total                    | 254   | 174   | 77     | 31    | 10   | 84     | 42     | 369   | 226   |
| FC Barcelona             | 2007/08                  | 30    | 12    | 9      | 7     | 4    | 10     | 3      | 47    | 19    |
| FC Barcelona             | 2008/09                  | 29    | 19    | 8      | 1     | 1    | 12     | 6      | 42    | 26    |
| FC Barcelona             | 2009/10                  | 21    | 4     | 2      | 3     | 0    | 8      | 0      | 32    | 4     |
| FC Barcelona             | Total                    | 80    | 35    | 19     | 11    | 5    | 30     | 9      | 121   | 49    |
| Total en la seva carrera | Total en la seva carrera | 455   | 232   | 124    | 57    | 15   | 139    | 59     | 650   | 306   |

### Carrera internacional
| Selecció | Temp.   | Partits | Gols | Assist. |
| -------- | ------- | ------- | ---- | ------- |
| França   | 1997–98 | 10      | 3    | 1       |
| França   | 1998–99 | 1       | 0    | 0       |
| França   | 1999–00 | 11      | 5    | 2       |
| França   | 2000–01 | 8       | 2    | 1       |
| França   | 2001–02 | 9       | 2    | 1       |
| França   | 2002–03 | 13      | 10   | 7       |
| França   | 2003–04 | 12      | 5    | 6       |
| França   | 2004–05 | 7       | 2    | 1       |
| França   | 2005–06 | 15      | 7    | 3       |
| França   | 2006–07 | 6       | 3    | 3       |
| França   | 2007–08 | 10      | 6    | 1       |
| França   | 2008–09 | 9       | 3    | 1       |
| França   | 2009–10 | 6       | 3    | 2       |
| Total    | Total   | 117     | 51   | 29      |

## Palmarès

### Campionats estatals
| Títol               | Club               | País         | Any  |
| ------------------- | ------------------ | ------------ | ---- |
| Ligue 1             | AS Mònaco          | França       | 1997 |
| Supercopa de França | AS Mònaco          | França       | 1997 |
| FA Premier League   | Arsenal FC         | Anglaterra   | 2002 |
| FA Cup              | Arsenal FC         | Anglaterra   | 2002 |
| Community Shield    | Arsenal FC         | Anglaterra   | 2002 |
| FA Cup              | Arsenal FC         | Anglaterra   | 2003 |
| FA Premier League   | Arsenal FC         | Anglaterra   | 2004 |
| Community Shield    | Arsenal FC         | Anglaterra   | 2004 |
| FA Cup              | Arsenal FC         | Anglaterra   | 2005 |
| Copa del Rei        | FC Barcelona       | Espanya      | 2009 |
| Lliga espanyola     | FC Barcelona       | Espanya      | 2009 |
| Supercopa Espanyola | FC Barcelona       | Espanya      | 2009 |
| Lliga espanyola     | FC Barcelona       | Espanya      | 2010 |
| Supporters' Shield  | New York Red Bulls | Estats Units | 2013 |

### Campionats internacionals
| Títol                  | Equip (*)         | País                    | Any       |
| ---------------------- | ----------------- | ----------------------- | --------- |
| Copa del Món de Futbol | Selecció francesa | França                  | 1998      |
| Eurocopa               | Selecció francesa | Bèlgica i Països Baixos | 2000      |
| Copa Confederacions    | Selecció francesa | França                  | 2003      |
| Lliga de Campions      | FC Barcelona      | Catalunya               | 2008-2009 |
| Supercopa d'Europa     | FC Barcelona      | Catalunya               | 2009      |
| Mundial de Clubs       | FC Barcelona      | Catalunya               | 2009      |

(*) Incloent la selecció

### Distincions individuals
| Distinció                                 | Any                                        |
| ----------------------------------------- | ------------------------------------------ |
| Màxim golejador de la Premier League      | 2001/2002, 2003/2004, 2004/2005, 2005/2006 |
| PFA Jugador de l'any                      | 2002/2003, 2003/2004                       |
| FWA Futbolista de l'any                   | 2002/2003, 2003/2004, 2005/2006            |
| Onze d'Or                                 | 2003, 2006                                 |
| Màxim golejador de la Copa Confederacions | 2003                                       |
| Millor jugador de la Copa Confederacions  | 2003                                       |
| Bota d'Or                                 | 2004, 2005                                 |
| Inclòs al millor equip del món FIFPro     | 2006                                       |